# Senenmoet
Senenmoet (Senemoet, Senemut, Senenmut) was een architect en overheidsdienaar in het oude Egypte ten tijde van Hatsjepsoet (18e dynastie).

## Biografie
In zijn autobiografie schrijft hij: ”Ik was de grootste in het hele land. Ik was de hoeder van de geheimen van de koning”. Senenmoet was van gewone afkomst, maar hij maakte carrière: hoofdarchitect en toezichthouder van de bouwwerken, hoofdopzichter van Amon en diens velden, vee en graanschuren. Ook was hij leraar van prinses Neferoere, die een dochter van hem zou kunnen zijn. Van Senenmoet is meer bekend dan van sommige farao's. 
Ook zou Senenmoet, volgens een controversiële theorie, de minnaar van Hatsjepsoet geweest zijn. Een aanwijzing hiervoor is dat Hatsjepsoet toestond dat Senenmoet zijn afbeelding en naam naast die van haar op een van de deuren van het Djeser-djeseroe mocht zetten.
Het graf van zijn ouders, Ramose en Hatnefret, is ook gevonden. Het is niet bekend waar hij ligt begraven. Hij bouwde voor zichzelf twee graven, één (TT 71) bij de graven van de edelen en een ander (TT 353) met astronomische afbeeldingen onder het buitenhof van de tempel van Hatsjepsoet. 

## Bouwwerken
- Architect van de Tempel van Hatsjepsoet bij Deir el-Bahri.
- Toezichthouder bij het oprichten van de obelisken van Hatsjepsoet, waarvan er nog één staat en de ander gebroken op de grond ligt
- De Rode kapel in de Tempel van Karnak.
- Graf TT71
- Graf TT353

## Galerij

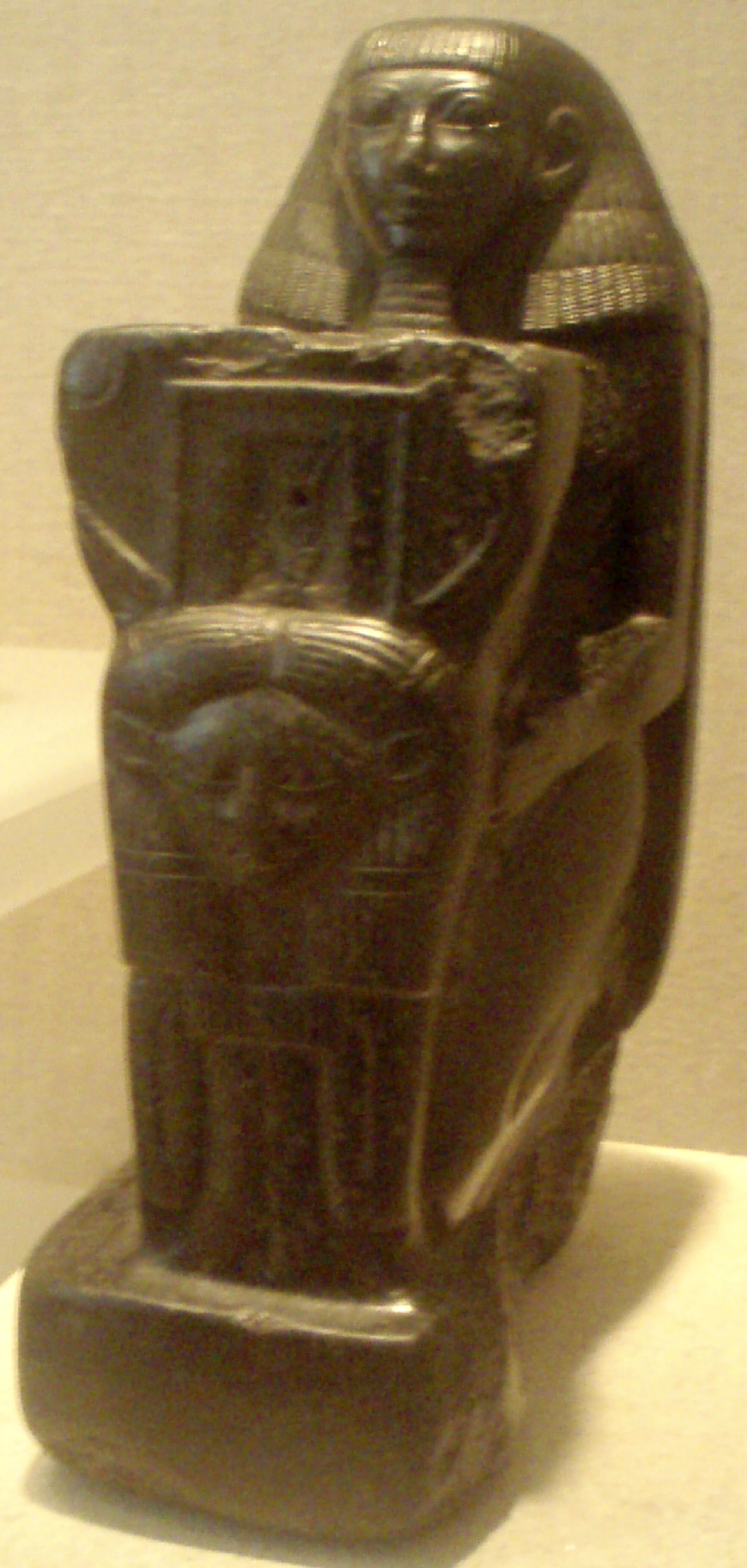
Beeld van Senenmoet (Metropolitan Museum of Art)
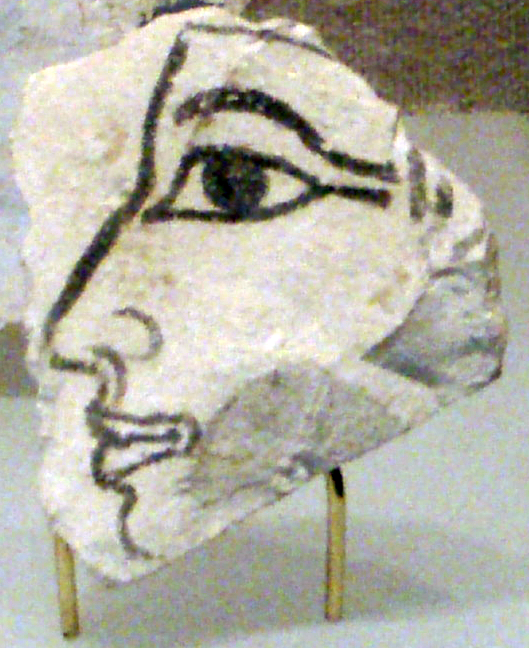
Afbeelding van Senenmoet (Metropolitan Museum of Art)
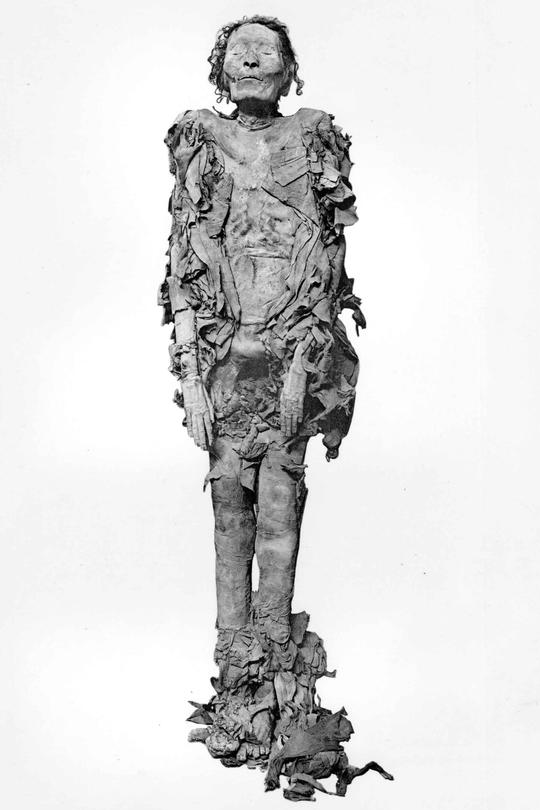
Mummie van onbekende man C gevonden te cache DB320, vermoedelijk Senenmoet.

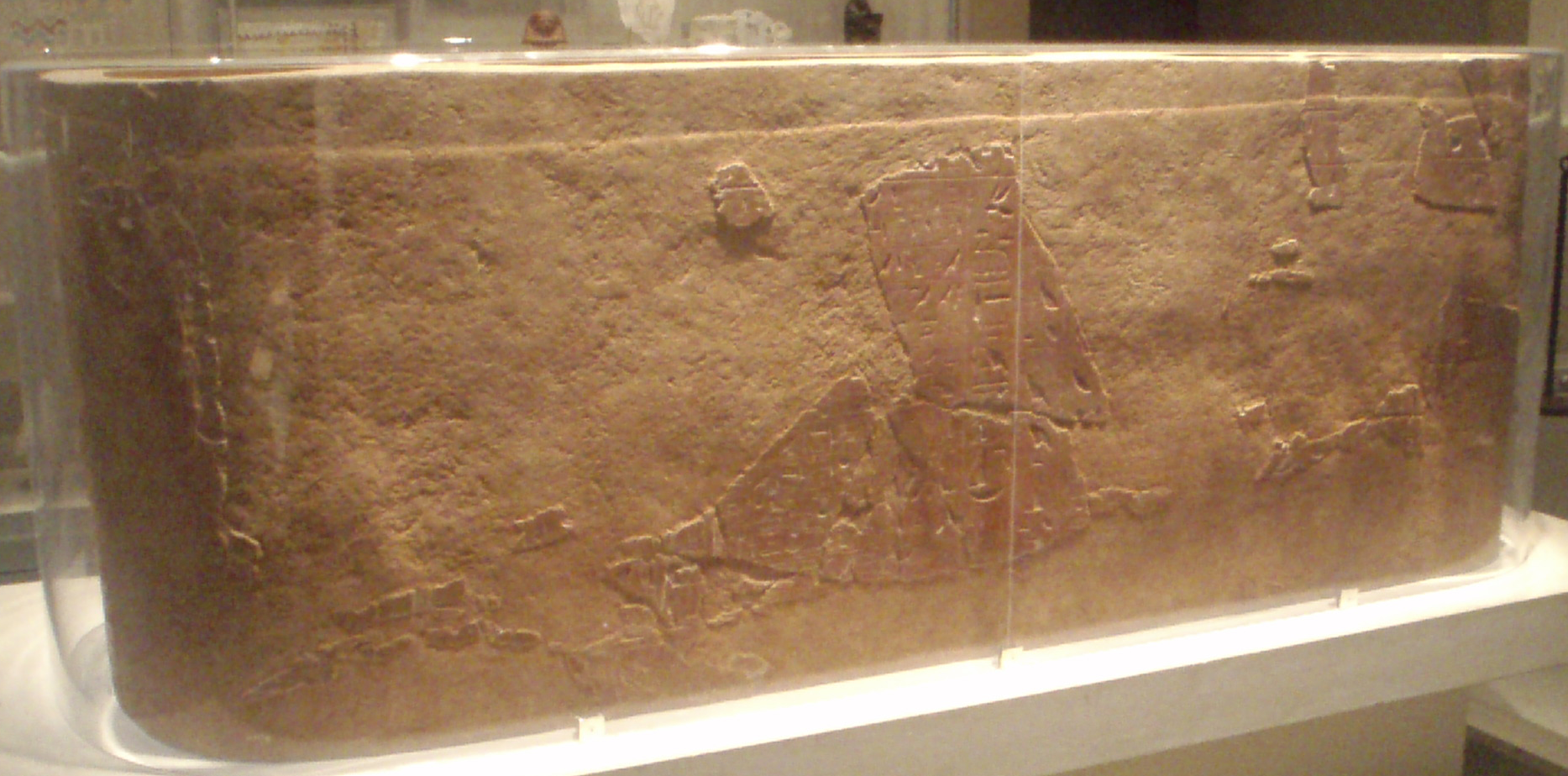
Sarcofaag van Senenmoet (Metropolitan Museum of Art)
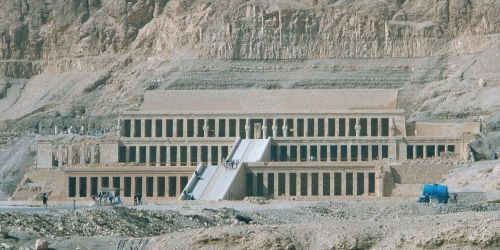
Djeser-Djeseroe of de Tempel van Hatsjepsoet